# Lewis and Clark Bridge
De Lewis and Clark Bridge is een cantileverbrug over de Columbia die Longview verbindt met Rainier. De brug werd in 1930 opengesteld voor het verkeer en was destijds de grootste cantileverbrug in de Verenigde Staten.

## Geschiedenis
Na een aantal vruchteloze pogingen werd met de bouw van de brug in 1927 een aanvang gemaakt. Twee ondernemers, W.D. Comer en Wesley Vandercook, hadden het recht verkregen de brug te bouwen. Joseph B. Strauss werd ingehuurd als ontwerper, hij heeft later ook de Golden Gate Bridge ontworpen. Op 29 maart 1930 werd de brug geopend en kreeg de naam Longview Bridge. De bouwkosten bedroegen $ 5,8 miljoen. In ruil voor deze investering kregen Comer en Vandercook het recht tol te heffen op ieder voertuig dat gebruik maakte van de brug. In 1947 nam de staat Washington de brug over en in 1965 was de schuld afgelost met de tolopbrengsten en de brug werd tolvrij. In 1980 kreeg de brug een nieuwe naam, de Lewis and Clark Bridge.

## Beschrijving
De brug heeft een totale lengte van 2,5 kilometer. Om de zeeschepen niet te hinderen in de vaart naar Portland ligt de onderkant van het rijdek ruim 60 meter boven de waterspiegel, voldoende om de snelle klippers met de hoge masten niet te hinderen. De ruimte in de vaargeul tussen de hoofdpijlers is 366 meter. Per dag maken ongeveer 20.000 voertuigen gebruik van de brug.
In 1982 werd de brug opgenomen in het National Register of Historic Places, onder nummer: 82004208.